# 大阪基督教短期大学
大阪基督教短期大学（日语：／ Osaka Kirisutokyō Tanki Daigaku *），简称Kiritan，是一所位于日本大阪府大阪市阿倍野区的私立短期大学。

## 概要

### 简介
- 学校最早可以追溯到1905年[2][3]，短期大学成立于1952年[4]，由学校法人大阪基督教学院经营，来源于日本循道宗教会[2]。现在招収只女学生在幼儿教育学科[3]。

### 历史
- 1952年 大阪基督教短期大学成立并同时设置一个学科即神学科第二部。
- 1953年 学科成立、以下列举[4]。
  - 神学科第一部
  - 保育科
    - 第一部
    - 第二部
- 1955年 神学专攻成立于专科（但招生到2013年）。
- 1956年 保育科改编为初等教育科、以下列举[4]。
  - 保育科
    - 第一部
    - 第二部
- 1972年 初等教育科改编为儿童教育学科、分离为两个专攻、以下列举[4]。
  - 初等教育学专攻
    - 第一部[注 2]
    - 第二部[注 3]

  - 幼儿教育学专攻[注 1]
    - 第一部[注 1]
    - 第二部[注 3]
- 1992年 国际教养学科成立[4]。
- 2004年 幼儿教育专攻成立于专科（但招生到2008年、停办于2010年）。

### 宪章
- 请参看大阪基督教短期大学的标志 （页面存档备份，存于）（日語） 2014年5月11日阅览。

## 学校环境
- 校区：大阪府大阪市阿倍野区

## 历任校长
- 土山牧羔：第一代短期大学校长
- 池田美芽：现在短期大学校长[5]

## 组织

### 学科
- 幼儿教育学科
- 国际教养学科

### 前学科
- 儿童教育学科
  - 第一部
    - 初等教育专攻[注 2]
    - 幼儿教育专攻[注 1]幼儿教育学科

  - 第二部[注 3]
    - 初等教育专攻[注 3]
    - 幼儿教育专攻[注 3]
- 神学科
  - 第一部[注 4]
  - 第二部[注 5]

### 专科
| - 幼儿教育专攻 - 神学专攻 |

#### 业余课程
| - 没有 |

### 附属学校
| - 大阪基督教短期大学附属圣爱幼儿园 - 大阪基督教短期大学附属恩典幼儿园 |

### 附属机关
| - 图书馆 |

## 知名校友
- 梶本由纪：女演员

## 相关链接
- 日本短期大学列表